# Puer maculatus
Puer maculatus — вид сітчастокрилих комах родини аскалафових (Ascalaphidae).

## Поширення
Вид поширений у Північній Африці. В Європі зрідка трапляється в Іспанії та Франції. Трапляється на відкритих ділянках з низькою рослинністю.